# Macrobrachium carcinus
Macrobrachium carcinus är en kräftdjursart som först beskrevs av Carl von Linné 1758.  Macrobrachium carcinus ingår i släktet Macrobrachium och familjen Palaemonidae. Inga underarter finns listade i Catalogue of Life.

## Bildgalleri

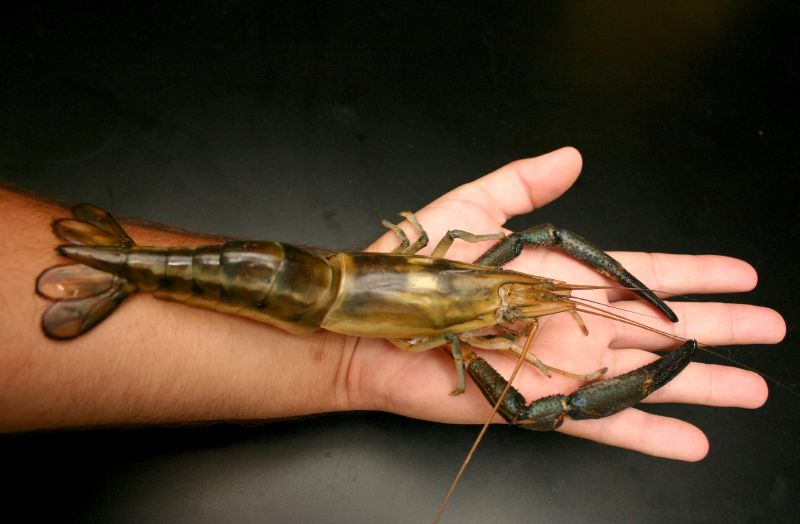